# Максим Кожокару
Максим Кожокару (рум. Maxim Cojocaru, нар. 13 січня 1998, Кишинів) — молдовський футболіст, півзахисник клубу «Шериф» та національної збірної Молдови.

## Клубна кар'єра
Народився 13 січня 1998 року в місті Кишинів. Вихованець клубу «Дачія» (Кишинів). У дорослому футболі дебютував 2015 року виступами за першу команду, в якій провів три сезони, взявши участь у 56 матчах чемпіонату.
Згодом протягом 2018 року грав у складі латвійського «Вентспілса» та молдавського «Петрокуба», а 18 січня 2019 року підписав контракт із «Шерифом», з яким виграв низку національних трофеїв, але основним гравцем не став. Станом на 4 вересня 2021 року відіграв за тираспольський клуб 27 матчів в національному чемпіонаті.

## Виступи за збірні
2014 року дебютував у складі юнацької збірної Молдови (U-17), загалом на юнацькому рівні взяв участь у 15 іграх.
Протягом 2017–2019 років залучався до складу молодіжної збірної Молдови. На молодіжному рівні зіграв у 8 офіційних матчах.
7 вересня 2019 року дебютував в офіційних іграх у складі національної збірної Молдови у матчі кваліфікації на Євро-2020 проти Ісландії (0:3), замінивши Вадима Чемиртана на 65-й хвилині.

## Титули і досягнення
- Чемпіон Молдови (2):

«Шериф»: 2019, 2020/21
- Володар Кубка Молдови (1):

«Шериф»: 2018/19